# تيتي مورينتي
خوسيه أنطونيو تيتي مورينتي أوليفا (بالإسبانية: José Antonio "Tete" Morente Oliva)‏ هو لاعب كرة قدم إسباني يلعب في مركز الجناح ولد في يوم 4 ديسمبر 1996 في مدينة لا يينا دي لا كونسيبسيون في أندلوسيا، يلعب حالياً مع نادي ملقا وسبق له اللعب مع خيمناستيك طركونة ونادي لوغو وأتليتيكو بالياريس.

## روابط خارجية
- تيتي مورينتي على موقع الاتحاد الأوربي (الإنجليزية)
- تيتي مورينتي على موقع Soccerway.com (الإنجليزية)
- تيتي مورينتي على موقع عالم كرة القدم.نت (الإنجليزية)